# مايك مكاي (مجدف)
مايك مكاي (بالإنجليزية: Mike McKay) هو مجدف أسترالي، ولد في 30 سبتمبر 1964 في ملبورن في أستراليا.

## وصلات خارجية
- مايك مكاي على موقع الاتحاد الدولي للتجديف (الإنجليزية)
- مايك مكاي على موقع اللجنة الأولمبية الدولية (الإنجليزية)
- مايك مكاي على موقع أوليمبيديا (الإنجليزية)
- مايك مكاي على موقع اللجنة الأولمبية الأسترالية (الإنجليزية)
- مايك مكاي على موقع قاعة أستراليا للمشاهير الرياضية (الإنجليزية)